# Hetschburg
Hetschburg är en kommun och ort i Landkreis Weimarer Land i förbundslandet Thüringen i Tyskland.
Kommunen ingår i förvaltningsgemenskapen Mellingen tillsammans med kommunerna Buchfart, Döbritschen, Frankendorf, Großschwabhausen, Hammerstedt, Kapellendorf, Kiliansroda, Kleinschwabhausen, Lehnstedt, Magdala, Mechelroda, Mellingen, Oettern, Umpferstedt, Vollersroda och Wiegendorf.